# Zielonka (gromada)
Zielonka – dawna gromada, czyli najmniejsza jednostka podziału terytorialnego Polskiej Rzeczypospolitej Ludowej w latach 1954–1972.
Gromady, z gromadzkimi radami narodowymi (GRN) jako organami władzy najniższego stopnia na wsi, funkcjonowały od reformy reorganizującej administrację wiejską przeprowadzonej jesienią 1954 do momentu ich zniesienia z dniem 1 stycznia 1973, tym samym wypierając organizację gminną w latach 1954–1972.
Gromadę Ząbki z siedzibą GRN w Zielonce (wówczas wsi) utworzono – jako jedną z 8759 gromad na obszarze Polski – w powiecie wołomińskim w woj. warszawskim, na mocy uchwały nr VI/10/23/54 WRN w Warszawie z dnia 5 października 1954. W skład jednostki weszły obszary dotychczasowych gromad Siwki, Zielonka i Zosinek ze zniesionej gminy Zielonka oraz kolonie Brzezinów i Henryków z dotychczasowej gromady Pustelnik ze zniesionej gminy Pustelnik w tymże powiecie. Dla gromady ustalono 27 członków gromadzkiej rady narodowej.
1 stycznia 1956 gromadę zniesiono w związku z nadaniem jej statusu osiedla (31 grudnia 1960 Zielonka otrzymała prawa miejskie).